# Museo e Tesoro della cattedrale
Il Museo e tesoro della Cattedrale è un museo di Bergamo il cui ingresso è posto sotto il porticato del Palazzo della Ragione. Conserva ed espone l'architettura originale della cattedrale paleocristiana di San Vincenzo risalente al V secolo, raccontando con i reperti archeologici la storia dell'antica cattedrale prima del grande rifacimento del XV secolo su progetto del Filarete. Conserva anche paramenti e oggetti liturgici di particolare valore tra questi la croce di Ughetto. Il museo è gestito della Fondazione Adriano Bernareggi.

## Storia
Il Duomo di Bergamo intitolato a sant'Alessandro, era originariamente intitolato a san Vincenzo. I Capitoli delle due chiese furono riuniti nel XVII secolo, dopo che l'antica basilica di Sant'Alessandro fu distrutta per l'edificazione delle mura venete.
Negli anni dal 2004 al 2012, si sono eseguiti scavi e ricerche che hanno portato alla luce la stratigrafia del territorio dove sorgeva la chiesa paleocristiana, alcune domus romane e strade lastricate che successivamente furono inglobate negli spazi della Cattedrale. Queste scoperte costituiscono il Museo della Cattedrale, rendendo visibile ai visitatori le diverse fasi della sua costruzione storica. Se per molto tempo si era ritenuto che la chiesa paleocristiana fosse di piccole dimensioni, desumendolo dalle fonti scarne e incerte, lo scavo rivelò invece una chiesa di grande estensione a tre navate. 
Al museo si accede dal lato nord della cattedrale, attraverso una scalinata che conduce al livello inferiore. L'antica chiesa fu distrutta nel XV secolo per l'edificazione di una più grande. Per la sua realizzazione fu incaricato l'architetto Antonio Averlino, detto il Filarete:
(Filarete)
L'antica chiesa, infatti, con la costruzione del porticato del Palazzo della Ragione nell'XII secolo che divise piazza Vecchia da piazza Duomo, si trovava a essere ad un piano inferiore rispetto all'assetto stradale. Per questo la nuova grande cattedrale era stata alzata.
L'unione dei due Capitoli non fu facile, già in precedenza le due chiese si contendevano il titolo di chiesa Vescovile. Il culto di san Vincenzo nasceva dagli antichi liberti romani: essi avevano scelto il culto del santo saragozzano per la sua storia d'umiltà, ma Bergamo aveva forte la devozione a sant'Alessandro, soldato che aveva origine longobarde e che aveva trovato il martirio proprio nella città Orobica.

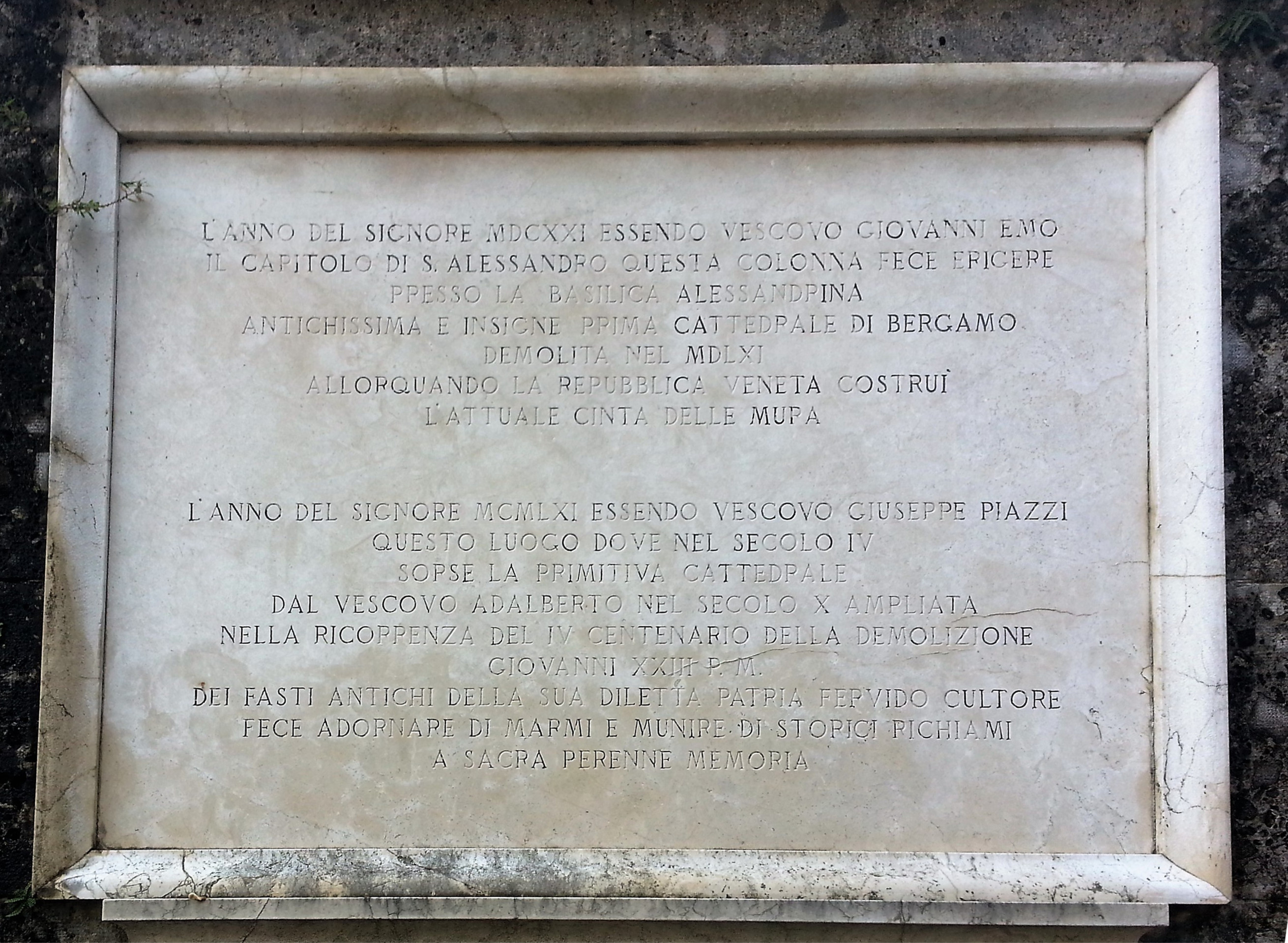
Chiesa di Sant'Alessandro alla Colonna

## Esposizione

### L'antica cattedrale di San Vincenzo
Scesa la scalinata che porta al piano inferiore l'assetto stradale, si trova parte dell'area del nartece della basilica del V secolo, spazio dove sostavano coloro che non potevano accedere al luogo sacro, i pubblici penitenti e i catecumeni, la cui pavimentazione è composta di grandi lastre di pietra. Si prosegue poi entrando in alcuni spazi voltati dove si trovano le sepolture filaretiane, infatti, la pavimentazione della chiesa era disseminata di tombe; le più antiche coincidono con i sarcofagi rinvenuti accanto a un pilastro romanico e sono risalenti al periodo tardo-romano. Si sono identificati i resti di due uomini con relativi calzari e un amuleto dalle caratteristiche antropomorfe. Resti di altri due sepolcri il cui corredo funebre identifica la sepoltura di due cavalieri della metà del XV secolo, e numerosi altri resti funerari indicano la presenza di sepolture di personaggi di un alto ceto sociale. 
Sull'area dove il Filarete edificò la nuova cattedrale, sorgeva il Foro Romano cittadino, una zona molto ampia che comprendeva lo spazio da piazza Vecchia fino al Ateneo di Scienze e Arti. L'amministrazione cittadina proseguì nella medesima locazione con la costruzione del palazzo del Podestà. 
Gli scavi hanno portato alla luce parti di un'antica strada romana e due domus che si affacciavano su di essa datate I secolo a.C. - I secolo d.C. composte da undici locali con pavimentazioni a mosaico geometrico. Probabilmente questa parte fu distrutta per la costruzione della chiesa paleocristiana di San Vincenzo nel V secolo. Se nel formarsi delle prime comunità cristiane e nell'edificazione dei primi edifici religiosi era importante il contributo dei fedeli, si deve considerare che probabilmente queste abitazioni di sicuramente ricca appartenenza siano state donate per l'edificazione dell'edificio religioso che fu orientato in direzione ovest-est, come di regola per le chiese cristiane edificate in quel periodo. Questo confermerebbe che la comunità bergamasca aveva ormai abbandonato le credenze pagane.

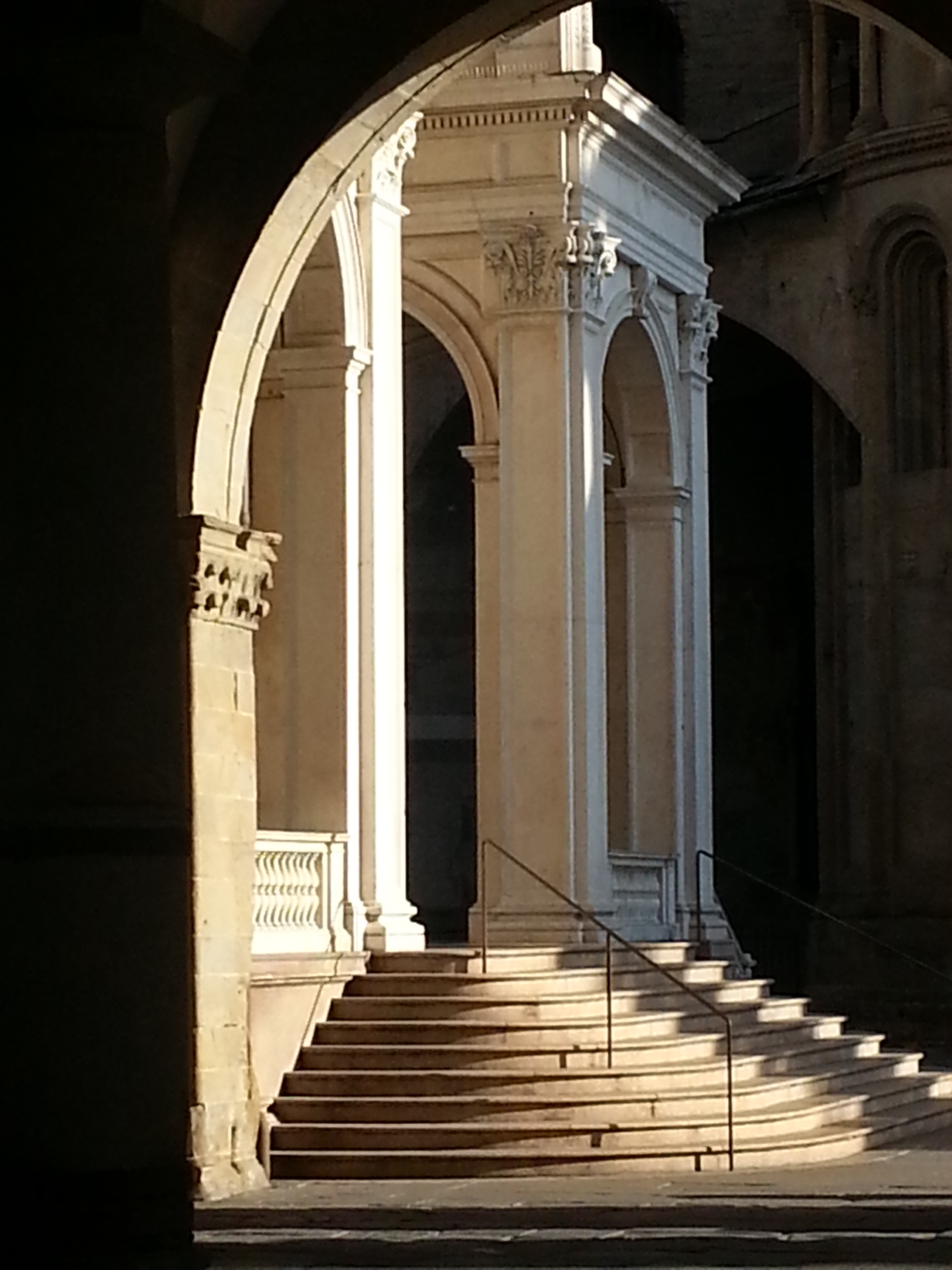
Duomo (Bergamo)

Una fila di colonne di cui si vedono le basi, indica come si presentava la chiesa. L'interno era a tre navate dove maggiore era quella centrale, e la copertura era in legno. Restano alcune parti di pavimentazione composte di lastre marmoree e di mosaici geometrici. La chiesa misurava 45 metri di lunghezza e 24 di larghezza, ed era sicuramente il luogo di culto maggiore della città. La datazione è rilevabile dalla tipologia dei mosaici e dalla presenza dei Vescovi Prestanzio nel 451, (elencato nel Sinodo di Milano) e Lorenzo, presente nel 501.

Grandi lastre risalenti al X e XI secolo lavorate a motivi a graticcio, sicuramente recuperate da edifici romani, avevano la funzione di delimitare la parte dedicata ai fedeli da quella accessibile solo al celebrante. Questo "recinto" è detto iconostasi. Questa parte fu abbattuta dall'architetto Elia Fornoni nel 1903 per la costruzione della cripta dei Vescovi sotto il presbiterio del duomo; l'architetto aveva interpretato l'iconostasi come la parte esterna della cattedrale anziché quella divisoria dell'aula. Essa presenta una duecentesca Sant'Anna Metterza centrale. Sant'Anna tiene in mano un fiore simbolo della purezza della Madonna che indossa un manto con le stelle, simbolo di verginità per le raffigurazioni bizantine. 
A questa immagine convergono le raffigurazioni di santi e devoti: san Giovanni Battista, san Pietro, san Bartolomeo e santa Caterina d'Alessandria.  La datazione dei dipinti sarebbe riconducibile al 1279, vi è infatti, un'affinità con l'affresco di sant'Alberto nella Chiesa di San Michele al Pozzo Bianco. Il devoto committente dell'affresco potrebbe identificarsi in Bernardo Tricardo che fu vescovo a Bergamo dal 1343 al 1349, il quale avendo contratto la peste nera ed essendone uscito indenne, commissionò l'opera come ex voto, al Maestro dell'Albero della Vita, come testimoniano le analogie stilistiche che avvicinerebbero quest'opera al grande affresco che si trova nella basilica di Santa Maria Maggiore eseguito nel 1347.
Sono visibili i restauri cui è stata soggetta la cattedrale dal VIII al XII secolo: furono infatti sostituite alcune colonne (una ogni tre) con nuovi pilastri e vennero inseriti all'esterno dei contrafforti, probabilmente a causa di dissesti statici. Anche per altri motivi: nel 1137 infatti la Basilica di santa Maria Maggiore, che era a fianco della Cattedrale, iniziò un grande lavoro di riedificazione e di ampliamento. Vi era probabilmente una dipendenza tra i due edifici, come del resto in altre realtà del Nord Italia.
Un successivo affresco rappresenta i confratelli della Congregazione della Misericordia Maggiore. Il dipinto doveva sicuramente ricordare le opere caritatevoli che la congregazione svolgeva, e che sono visibili in questa processione di uomini che recano pane e vino a un povero. L'artista che eseguì l'affresco diede rilevanza alle diverse condizioni sociali dei personaggi rappresentati. L'affresco venne strappato con i restauri del 1905 e posto su tela.  I primi due portano pane e un contenitore con una bevanda liquida, mentre i due che seguono portano sacchi di cibo. Questi quattro sono i “canevari” della congregazione. Un quinto personaggio dipinto in misura minore è seduto a terra e non è raffigurato interamente, è un mendicante. La congregazione era stata fondata da Pinamonte da Brembate, il quale aveva scritto anche il primo statuto, dove è indicato che la congregazione aveva come obiettivo non solo la lotta all'eresia ma anche il sostegno ai monti poveri che vivevano in Bergamo. La particolarità del dipinto che si trova non nella sede della congregazione, quindi la basilica mariana, ma nell'antica cattedrale di San Vincenzo, perché originariamente era proprio questo il luogo di incontro delle riunioni dei canevari.
La zona della chiesa dedicata ai servizi liturgici (detta anche scurolo) rimase agibile per oltre tre secoli anche dopo la riedificazione rinascimentale della cattedrale, e era destinata alle sepolture. Qui si conserva la lastra tombale di Giovanni Buccelleni (1382-1472) vescovo di Crisopoli, che commissionò direttamente la lapide e che originariamente era posta nella cappella di san Giovanni Battista, ora del Santissimo Sacramento, nella Cattedrale.

### Il tesoro
La croce di san Procolo in lamina d'argento fa parte del tesoro della Cattedrale. Originariamente le reliquie del santo si trovavano nella chiesa di san Fermo e furono portate successivamente in Basilica, come indicato da san Carlo Borromeo nella sua visita pastorale del 1575. L'oggetto raffigura su una lamina d'argento Cristo con aureola crucifera, posto in posizione eretta, e risale al periodo tardo medioevale. Indossa un perizoma che lo copre fino alle ginocchia. La presenza di alcuni fori indicherebbe una sua primaria locazione su di un reliquiario destinato ad accogliere i resti di san Procolo.
In una teca vi è esposta una borsa per corporale, che veniva usata nel percorso dalla sacrestia all'altare dove si celebrava i riti liturgici, serviva come appoggio per il calice e la patena. Il tessuto della borsa ha ricamata la figura di Cristo che porta la croce correlato dai simboli del flagello e dalla croce di spine. Era questa la classica tipologia iconografica che indicava la raccolta del sangue della passione, collegando l'oggetto all'atto liturgico. L'oggetto è databile verso la prima metà del Quattrocento.
Un piviale di forma circolare è posto in una teca, faceva parte del corredo del vescovo Lorenzo Gabriel nella Chiesa di San Vincenzo. Al centro la raffigurazione di Dio Padre, con ai lati dieci santi, e sul cappuccio è presente l'adorazione dei magi. Questo paramento racconta l'unione dei due capitoli, attraverso la presenza di sant'Alessandro e san Vincenzo titolari delle due basiliche; ed essendoci anche san Marco, protettore della Serenissima, racconta anche il periodo della sua realizzazione, nonché l'impianto architettonico delle nicchie dove son posti i santi sono avvicinabili all'arte lombarda del Foppa.
La croce di Ughetto è una croce astile realizzata dall'orafo Ughetto Lorenzoni di Vertova del 1386. Da un lato campeggia la grande raffigurazione di sant'Alessandro a cavallo vestito degli abiti militari medioevali. La croce aprì la processione che traslava il corpo nel santo dalla chiesa alessandrina a quella di san Vincenzo. Venne quindi rimosso il Cristo tra la Madonna e san Giovanni con sopra un angelo e ai piedi del crocifisso sant'Alessandro a cavallo, e sostituito con un Cristo che era stato recuperato da una croce del capitolo di san Vincenzo..
L'esposizione ospita la Madonna della Rosa del 1440 proveniente dall'antica chiesa di Santo Stefano distrutta durante le costruzioni della mura veneziane nel 1561. La statua divenne patrimonio della chiesa dei Santi Bartolomeo e Stefano e conservata nella sagrestia per essere poi esposta nel museo diocesano della cattedrale.